# Javiera Hernández
Javiera Hernández (Santiago, 25 de noviembre de 1980) es una actriz y directora de teatro chilena.

## Biografía
Nació el 25 de noviembre de 1980 en Santiago. Hija de Rodrigo Hernández Lemm, corredor de propiedades, y de Carmen Del Valle Irarrázaval, empresaria inmobiliaria. Tiene tres hermanos: Rodrigo, Francisca y Felipe Hernández Del Valle.
Desde temprana edad, creció en un entorno familiar que la conectaba con diferentes áreas de la cultura, la política y los negocios. Su familia materna, los Irarrázaval, proviene de la aristocracia santiaguina, con fuertes lazos en el histórico Barrio Dieciocho, un área tradicionalmente vinculada a la alta sociedad capitalina. Por parte de madre, su linaje incluye a importantes figuras públicas: es sobrina de Horacio Del Valle Irarrázaval, diplomático y exembajador de Chile en el Reino de Suecia; de Joaquín y de Andrés Palma Irarrázaval, ambos políticos y exministros de Estado; y de Ana María Palma Irarrázaval, actriz, gestora cultural y diplomática. También es sobrina-nieta de Paz Yrarrázaval,  actriz y directora de la Escuela Teatro UC, lo que refleja la profunda relación de su familia con las artes y la cultura. Además, es prima de los también actores José Palma Eskenazi y Adriana Stuven Del Valle.
Cursó sus estudios secundarios en el Colegio Pucará en Las Condes. Desde joven, mostró interés por el mundo de la actuación, lo que la llevó montar la obra La casa de Bernarda Alba. Ingresó a la carrera de comunicación escénica en Duoc UC, San Carlos de Apoquindo.

## Carrera artística
Irrumpió en la televisión convencional en una aparición como invitada en el drama juvenil, Más que amigos de Canal 13, dónde compartió créditos con Jorge Zabaleta. Sus primeros pasos en televisión se caracterizaron por esporádicas apariciones en unitarios de Mea Culpa dirigidos por Carlos Pinto y La vida es una lotería dirigido por Marco Enríquez-Ominami en 2004. En el mismo año, consiguió un papel de reparto en el primer drama de horario nocturno de Televisión Nacional de Chile, con la telenovela Ídolos, dirigida por Óscar Rodríguez, en la que compartió créditos con Eduardo Barril y Liliana García, quienes interpretaron a sus padres. Fundó compañía de teatro Muy Joven junto a César Caillet, Alejandra Vega, Santiago Meneghello y Rafael Contreras, actores egresados de destacadas escuelas de teatro. En 2005, formó parte del elenco de ¿Quién mató a Patricia?, obra teatral que fue inspirada en la telenovela chilena más popular de década de 1980, La Madrastra (1981) de Arturo Moya Grau. En la obra, Javiera interpretó a Estrella (personaje original de Gloria Münchmeyer), la antagonista del drama.
En 2006, el director Ricardo Vicuña, la seleccionó para formar parte de la familia protagónica del melodrama Vivir con 10. La actriz debió interpretar a Pastora Solé, una joven mujer con un desarrollado carácter varonil que enfrenta su oculto lesbianismo ante una conservadora familia. Si bien la telenovela recibió mayoritariamente críticas positivas, no tuvo una buena recepción en taquilla, pero la interpretación de la joven promesa si fue alabada por la crítica. Simultáneamente apareció en las series Karkú de TVN y en la segunda temporada de Huaquimán y Tolosa en Canal 13, en esta última compartiendo escena con Benjamín Vicuña. Junto a Fernanda Urrejola, Sofía García, Andrea García-Huidobro y Paulina Eguiluz, cofundaron la compañía de teatro Nuestra, en 2008, bajo la premisa de crear un espacio de experimentación e investigación teatral a través de la improvisación.
En 2008 actuó en la telenovela Mala Conducta y en la serie Corín Tellado (2009), con muy buenas críticas por su versatilidad.En diciembre de 2008, los ejecutivos de Chilevisión eligieron a Javiera Hernández para el papel principal de Sin Anestesia (2009), pero al anunciar su embarazo un día antes de firmar el contrato, Verónica Basso la sustituyó por Ángela Prieto.
En agosto de 2009, el reputado director Vicente Sabatini, le asignó un papel en la superproducción de época Manuel Rodríguez (2010), cuyas grabaciones comenzaron en noviembre del mismo año. Hernández interpretó a la joven escocesa Josefa Egaña y Ariztía, cuñada de Manuel Rodríguez y amante de José Miguel Neira, interpretado por Tiago Correa.  A mediados de 2010, obtuvo un rol especial en la comedia 40 y tantos (2010), emitida por Televisión Nacional. En 2011 interpretó a la judía Beatriz Ferreiro da Silva en la segunda superproducción de época de Sabatini; La Doña, protagonizada por Claudia Di Girolamo. "Ser mujer, judía, madre soltera y comerciante en el año 1600 no debe de haber sido nada fácil", declaró la actriz. La actriz fue la única integrante del elenco anterior del canal contratada por Cecilia Stoltze a pedido de Vicente Sabatini para participar en ambas superproducciones de época —Manuel Rodríguez y La Doña— que realizó para Chilevisión.
En teatro, actuó en el musical In Love de Javier Araya y protagonizó la obra Antes del Amanecer (2010) junto a Tiago Correa. Luego, participó en La Sexóloga (2012) de Coca Gómez. En la comedia, Hernández interpretó un papel secundario, como la esposa de un investigador privado, interpretado por Cristián Carvajal, con un problema sexual, la cual debe pedir ayuda para no terminar con su matrimonio. La comedia tuvo bajos índices de audiencia. Luego, incursionó en la dirección de teatro y estrena Mía, de la actriz y dramaturga Elisa Zulueta en  Centro Mori Bellavista. En 2013, no es convocada para ningún proyecto dramático de la cadena televisiva. En el mismo año, participó en Socias, Graduados y Valió la pena, proyectos que pasaron desapercibidos sin especial éxito ante el público.  
En 2014, participó en No abras la puerta de TVN, compartiendo créditos con Gonzalo Valenzuela y Marcial Tagle. En 2015 participó en el melodrama Esa no soy yo de TVN. Hernández incursiona en el cine en el 2015, interpretando papeles protagónicos en películas de corte independiente, como Sendero, en la cual actuó junto a Diego Casanueva interpretando a una joven víctima de torturas y protagonizada Noche de San Juan de Luis Ponce. En 2018 reaparece en Pacto de Sangre de Canal 13. En la producción interpreta a la subcomisario Isabel Bustos. Comparte créditos con Álvaro Gómez y Willy Semler. Al año siguiente, obtuvo una participación en Los Espookys (2019) de HBO. 

## Vida personal
Javiera Hernández tuvo una relación sentimental con el fotógrafo Daniel Corvillón. Ambos fueron padres de Pastor Corvillón, nacido el 9 de junio de 2009. 
En 2019 condujo el Festival de Cine Chileno en Quilpué. 

## Activismo
Javiera ha expresado su activo apoyo a numerosas causas humanitarias entre las que destacan la Unión civil entre personas del mismo sexo y su posición a favor de legalización del cultivo de Cannabis sativa con fines medicinales. También ha participado en campañas de adopción de animales en el 2012, y para ayudar a los damnificados del Gran incendio de Valparaíso en 2014.  

## Filmografía
| Año  | Título                | Papel      | Director             |
| ---- | --------------------- | ---------- | -------------------- |
| 2007 | Malta con huevo       | Víctima    | Cristóbal Valderrama |
| 2008 | Ya listos, al attaque |            | José Miguel Matamala |
| 2015 | Sendero               | Francisca  | Lucio A. Rojas       |
| 2015 | Noche de San Juan     | Beatriz    | Luis Ponce           |
| 2018 | Vidas recicladas      | Astrid     | Eitan Loi            |
| 2018 | American Huaso        | Yamiloshka | José Palma           |

## Televisión
| Año  | Título             | Papel                     | Notas                       |
| ---- | ------------------ | ------------------------- | --------------------------- |
| 2004 | Ídolos             | Javiera Donoso            | Elenco principal            |
| 2007 | Vivir con 10       | Pastora Solé              | Elenco principal            |
| 2008 | Mala Conducta      | Donatella Naranjo         | Elenco principal            |
| 2010 | Manuel Rodríguez   | Josefa Egaña y Ariztía    | Elenco principal            |
| 2010 | 40 y tantos        | Ornella Santini           | sin acreditar; 15 episodios |
| 2011 | La Doña            | Beatriz Ferreiro da Silva | Elenco principal            |
| 2012 | La Sexóloga        | Bernardita Núñez          | Elenco principal            |
| 2013 | Socias             | Verónica Tagle            | sin acreditar; 7 episodios  |
| 2013 | Graduados          | Pamela Montes             | sin acreditar; 1 episodio   |
| 2014 | Valió la pena      | Loreto Rodríguez          | 1 episodio                  |
| 2014 | No abras la puerta | Laura Olavarría           | Elenco principal            |
| 2015 | Esa no soy yo      | Gilda Münch               | Elenco principal            |
| 2018 | Pacto de sangre    | Isabel Bustos             | Elenco principal            |
| 2022 | La ley de Baltazar | Paula Fuentes             | Invitada; 5 episodios       |
| 2024 | Como la vida misma | Isidora Valdovinos        | Invitada                    |

| Año       | Título                          | Papel            | Notas                          |
| --------- | ------------------------------- | ---------------- | ------------------------------ |
| 2002      | Más que amigos                  | Paulina Rossi    |                                |
| 2004-2006 | La vida es una lotería          | Marina / Mariana | Teatroodios                    |
| 2007      | Karkú                           | Daniela          |                                |
| 2008      | Casado con hijos 3              | Jocelyn          | 1 episodio                     |
| 2008      | Huaquimán y Tolosa 2            | Rocío Lara       | Episodio: Vidas cruzadas       |
| 2009      | Corín Tellado                   | Gina             | Episodio: Matrimonio por poder |
| 2011      | 12 días que estremecieron Chile | Silvana          | Episodio: El maracanazo        |
| 2013      | Maldito corazón                 | Elena Risopatrón | Episodio: Crimen en Cartagena  |
| 2015      | Los años dorados                | Dolores Peña     |                                |
| 2016      | Lo que callamos las mujeres     | Daniela          | Episodio: Un intento de abuso  |
| 2017      | Irreversible                    | Vanessa          | Episodio: El endeudado         |
| 2017      | Vidas en riesgo                 | Marta            |                                |
| 2019      | Los Espookys                    |                  | Episodio: El monstruo marino   |

Publicidad
- 2023: Ladysoft (versión Teletón) - Protagonista junto a Ariel Levy.

## Teatro
| Año  | Obra                                 | Director           | Teatro                           |
| ---- | ------------------------------------ | ------------------ | -------------------------------- |
| 2005 | ¿Quién mató a Patricia?              | Rodolfo Cornejo    | Sala Sonoro                      |
| 2007 | Ardel                                |                    |                                  |
| 2007 | In Love                              | Javier Araya       | Festival de Teatro Santo Tomás   |
| 2010 | Antes del amanecer                   | Francisca Villagra |                                  |
| 2012 | Mía                                  | Ella misma         | Centro Mori                      |
| 2013 | Un cuento de navidad                 | Natalia Grez       | Duoc UC Valparaíso               |
| 2014 | Yo                                   | Ella misma         | Centro Cultural Estación Mapocho |
| 2018 | Corazón rojo                         | Ella msima         | Teatro Oriente                   |
| 2024 | Malas madres                         | Claudio Arredondo  | Teatro Regional Cervantes        |
| 2024 | La verdadera historia del grupo ABBA | Rodrigo Muñoz      | Teatro San Ginés                 |

## Premios y nominaciones
| Año  | Premio         | Categoría               | Trabajo            | Resultado |
| ---- | -------------- | ----------------------- | ------------------ | --------- |
| 2007 | Premios Fotech | Mejor actriz de soporte | Vivir con 10       | Ganadora  |
| 2014 | Premios Fotech | Mejor actriz de soporte | No abras la puerta | Nominada  |
| 2015 | Premios Fotech | Mejor actriz de soporte | Esa no soy yo      | Nominada  |